# Resolució 1192 del Consell de Seguretat de les Nacions Unides
La Resolució 1192 del Consell de Seguretat de les Nacions Unides fou adoptada per unanimitat el 27 d'agost de 1998. Després de recordar les resolucions 731 (1992), 748 (1992) i 883 (1993) el Consell va donar la benvinguda a la iniciativa per jutjar dos sospitosos libis acusats d'atemptar contra el Vol 103 de Pan Am davant un tribunal escocès als Països Baixos.
El Consell de Seguretat va prendre nota d'un informe d'experts independents i comunicacions per part de l'Organització de la Unitat Africana, la Lliga Àrab, el Moviment dels Països No Alineats i l'Organització de la Conferència Islàmica i, en virtut del Capítol VII de la Carta de les Nacions Unides, va exigir que Líbia compleixi les resolucions anteriors del Consell de Seguretat. Va donar la benvinguda a la iniciativa proposada pel Regne Unit i els Estats Units i la voluntat del govern dels Països Baixos de cooperar amb la iniciativa de jutjar els dos sospitosos libis, Abdelbaset al-Megrahi i Lamin Khalifah Fhimah, en el Tribunal Escocès als Països Baixos. En aquest sentit, es va demanar al Regne Unit i als Països Baixos que especifiquessin arranjaments. Líbia va dir inicialment que no estava "vinculada" pel pla.
Es va demanar al govern de Líbia que vetllés perquè els dos sospitosos, proves i testimonis es presentessin davant del tribunal, mentre que el Secretari General de les Nacions Unides, Kofi Annan, va ser convidat a nomenar observadors internacionals al judici. El Consell va decidir que els Països Baixos podrien detindre els dos sospitosos amb el propòsit del judici.
Finalment, la Resolució 1192 va concloure reafirmant les resolucions anteriors 748 i 883 que imposaven sancions internacionals a Líbia, afirmant que les disposicions es mantenien vigents i que tots els Estats cooperessin per aplicar-los. Es va decidir que les mesures se suspendrien si el secretari general informa que els dos libis havien arribat al judici o havien comparegut davant un tribunal del Regne Unit o dels Estats Units i si Líbia havia satisfet les autoritats judicials franceses pel que fa a l'atemptat del vol 772 d'UTA sobre Níger el 1989. El Consell va advertir que s'imposarien mesures addicionals si no es complien les disposicions de la resolució actual.